# Castelnau-d'Estrétefonds
Pour les articles homonymes, voir Castelnau.
Castelnau-d'Estrétefonds est une commune française située dans le sud-ouest de la France, dans le nord du département de la Haute-Garonne, en région Occitanie. Sur le plan historique et culturel, la commune est dans le Frontonnais, un pays entre Garonne et Tarn constitué d'une succession de terrasses caillouteuses qui ont donné naissance à de riches terroirs, réputés pour leus vins et leurs fruits.
Exposée à un climat océanique altéré, elle est drainée par le canal latéral à la Garonne, le Girou, l'Hers-Mort, le ruisseau de Rival et par divers autres petits cours d'eau. La commune possède un patrimoine naturel remarquable : deux sites Natura 2000 (la « vallée de la Garonne de Muret à Moissac » et « Garonne, Ariège, Hers, Salat, Pique et Neste ») et quatre zones naturelles d'intérêt écologique, faunistique et floristique.
Castelnau-d'Estrétefonds est une commune rurale qui compte 6 915 habitants en 2022, après avoir connu une forte hausse de la population depuis 1975. Elle appartient à l'unité urbaine de Toulouse et fait partie de l'aire d'attraction de Toulouse. Ses habitants sont appelés les Estrétefontains ou Estrétefontaines.
La commune abrite l'un des plus grands pôles multimodaux de France, la zone Eurocentre.
Le patrimoine architectural de la commune comprend trois  immeubles protégés au titre des monuments historiques : le calvaire, classé en 1979, le château, inscrit en 1987 puis classé en 1992, et l'église Saint-Martin, inscrite en 2001.

## Géographie

### Localisation
La commune de Castelnau-d'Estrétefonds se trouve dans le département de la Haute-Garonne, en région Occitanie.
Sur le plan historique et culturel, Castelnau-d'Estrétefonds fait partie du Frontonnais, un pays entre Garonne et Tarn constitué d'une succession de terrasses caillouteuses qui ont donné naissance à de riches terroirs, réputés pour leus vins et leurs fruits.
Elle se situe à 21 km à vol d'oiseau de Toulouse, préfecture du département, et à 15 km de Villemur-sur-Tarn, bureau centralisateur du canton de Villemur-sur-Tarn dont dépend la commune depuis 2015 pour les élections départementales.
La commune est par ailleurs ville-centre du bassin de vie de Castelnau-d'Estrétefonds.
Les communes les plus proches sont : 
Saint-Rustice (3,5 km), Bouloc (3,8 km), Ondes (3,9 km), Saint-Jory (4,6 km), Saint-Sauveur (5,0 km), Pompignan (5,3 km), Grenade (5,4 km), Villeneuve-lès-Bouloc (5,7 km).
Castelnau-d'Estrétefonds est limitrophe de dix autres communes, dont deux dans le département de Tarn-et-Garonne.
| Grisolles (Tarn-et-Garonne) | Pompignan (Tarn-et-Garonne), Saint-Rustice | Fronton                              |
| Ondes                       | Castelnau-d'Estrétefonds                   | Bouloc                               |
| Grenade                     | Saint-Jory                                 | Villeneuve-lès-Bouloc, Saint-Sauveur |

### Géologie et relief
La superficie de la commune est de 2 832 hectares ; son altitude varie de 105  à   224 mètres.

### Hydrographie

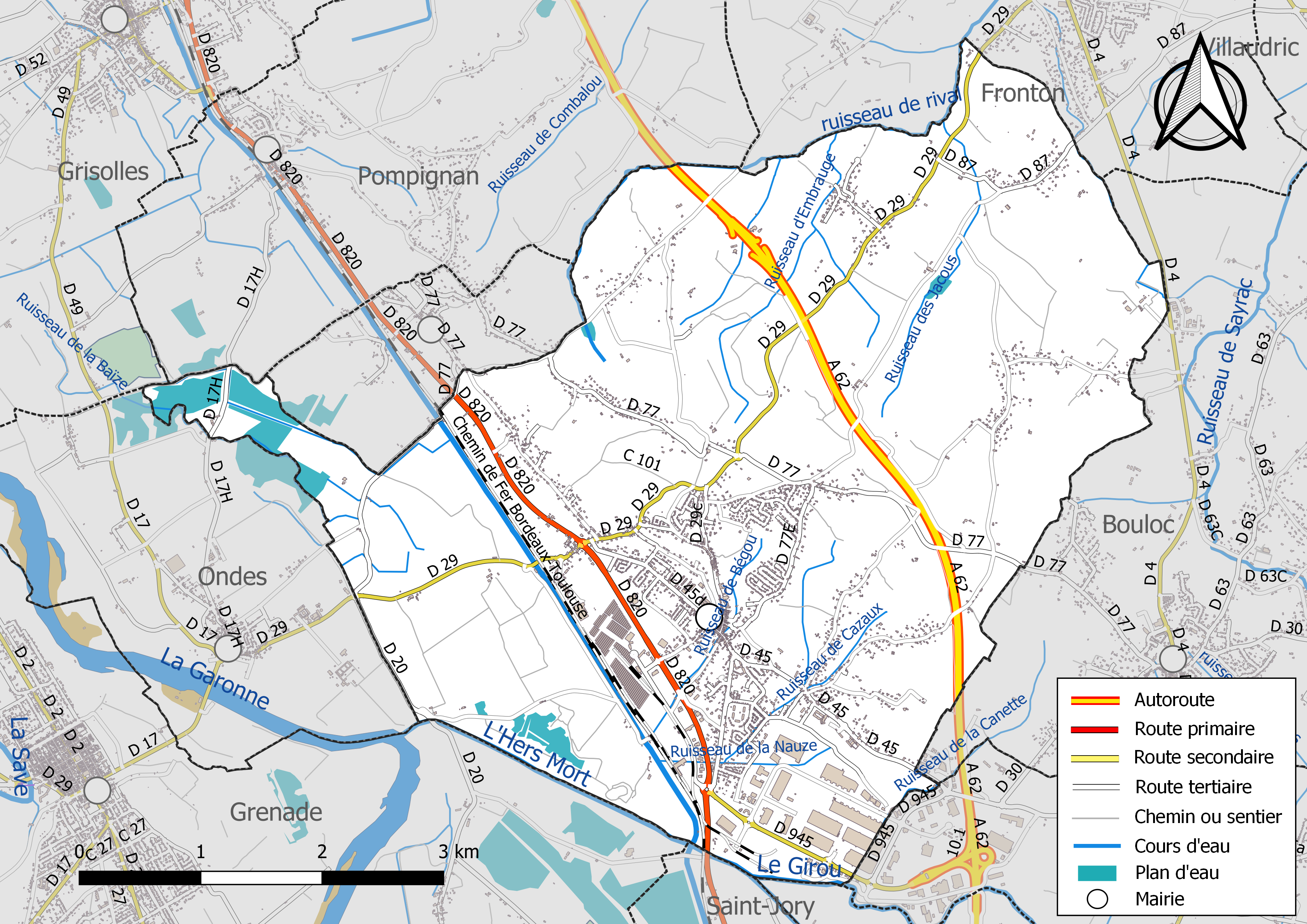
Réseaux hydrographique et routier de Castelnau-d'Estrétefonds.

La commune est dans le bassin de la Garonne, au sein du bassin hydrographique Adour-Garonne. Elle est drainée par le Girou, l'Hers-Mort, le ruisseau de rival, le ruisseau de Bégou, le ruisseau de Cazaux, le ruisseau de Clédade, le ruisseau de la Baïze, le ruisseau de la Canette, le ruisseau de la Nauze, le ruisseau d'Embrauge, le ruisseau d'en Bouet, le ruisseau des Jacous et par divers petits cours d'eau, constituant un réseau hydrographique de 30 km de longueur totale,.
Le Girou, d'une longueur totale de 64,5 km, prend sa source dans la commune de Puylaurens et s'écoule du sud-est vers le nord-ouest. Il traverse la commune et se jette dans l'Hers-Mort à Saint-Jory, après avoir traversé 31 communes.
L'Hers-Mort, d'une longueur totale de 89,3 km, prend sa source dans la commune de Laurac et s'écoule du sud-est vers le nord-ouest. Il traverse la commune et se jette dans la Garonne à Grenade, après avoir traversé 40 communes.

### Climat
Pour des articles plus généraux, voir Climat de l'Occitanie et Climat de la Haute-Garonne.
En 2010, le climat de la commune est de type climat du Bassin du Sud-Ouest, selon une étude s'appuyant sur une série de données couvrant la période 1971-2000. En 2020, Météo-France publie une typologie des climats de la France métropolitaine dans laquelle la commune est exposée à un climat océanique altéré et est dans la région climatique Aquitaine, Gascogne, caractérisée par une pluviométrie abondante au printemps, modérée en automne, un faible ensoleillement au printemps, un été chaud (19,5 °C), des vents faibles, des brouillards fréquents en automne et en hiver et des orages fréquents en été (15 à 20 jours).
Pour la période 1971-2000, la température annuelle moyenne est de 13,2 °C, avec une amplitude thermique annuelle de 16 °C. Le cumul annuel moyen de précipitations est de 727 mm, avec 9,5 jours de précipitations en janvier et 5,6 jours en juillet. Pour la période 1991-2020, la température moyenne annuelle observée sur la station météorologique la plus proche, située sur la commune de Blagnac à 16 km à vol d'oiseau, est de 14,2 °C et le cumul annuel moyen de précipitations est de 627,0 mm,. Pour l'avenir, les paramètres climatiques de la commune estimés pour 2050 selon différents scénarios d’émission de gaz à effet de serre sont consultables sur un site dédié publié par Météo-France en novembre 2022.

### Milieux naturels et biodiversité

#### Réseau Natura 2000

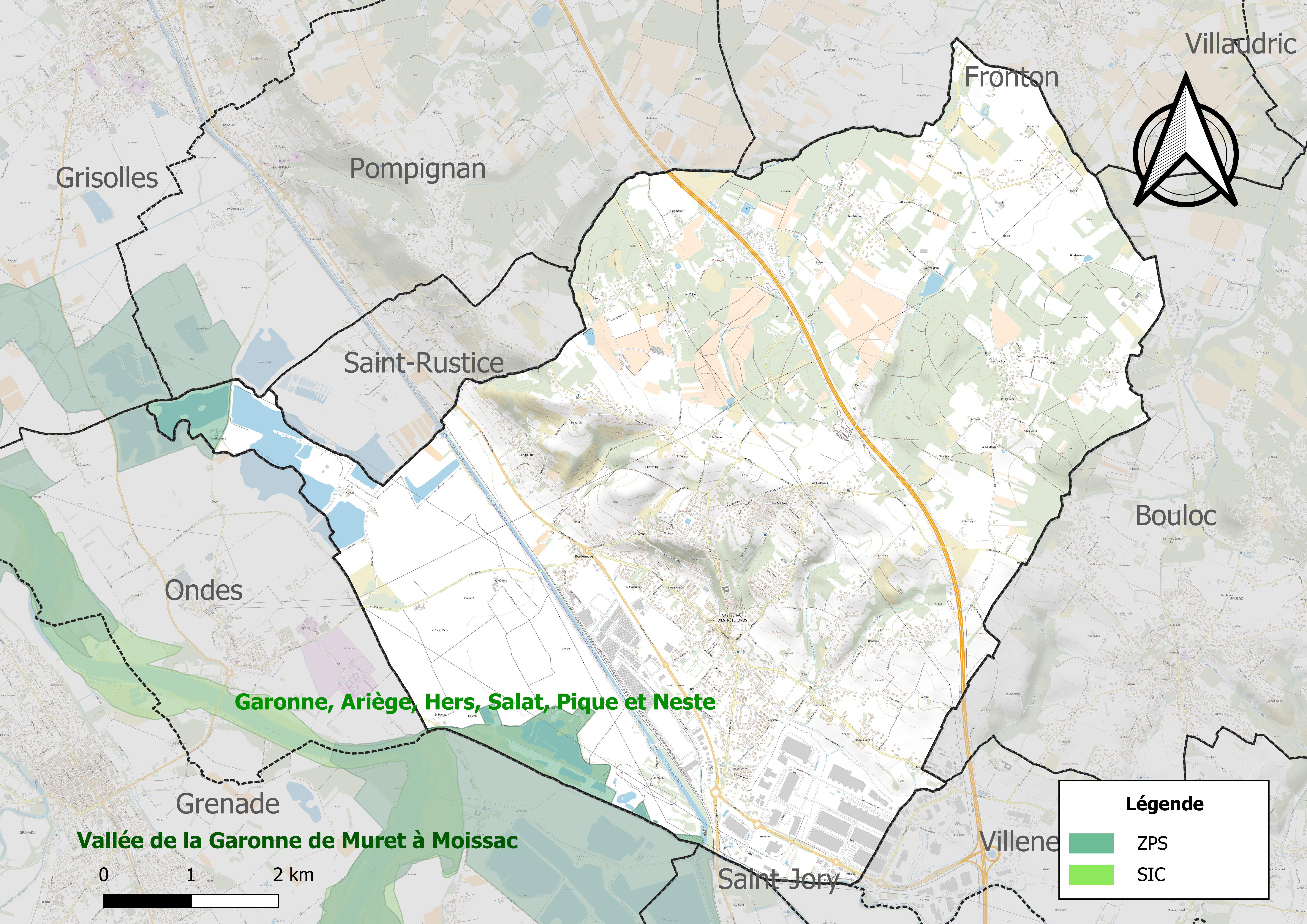
Site Natura 2000 sur le territoire communal.

Le réseau Natura 2000 est un réseau écologique européen de sites naturels d'intérêt écologique élaboré à partir des directives habitats et oiseaux, constitué de zones spéciales de conservation (ZSC) et de zones de protection spéciale (ZPS).
Un site Natura 2000 a été défini sur la commune au titre de la directive habitats : 
- « Garonne, Ariège, Hers, Salat, Pique et Neste », d'une superficie de 9 581 ha, un réseau hydrographique pour les poissons migrateurs (zones de frayères actives et potentielles importantes pour le Saumon en particulier qui fait l'objet d'alevinages réguliers et dont des adultes atteignent déjà Foix sur l'Ariège[19]

et un au titre de la directive oiseaux : 
- la « vallée de la Garonne de Muret à Moissac », d'une superficie de 4 493 ha, hébergeant une avifaune bien représentée en diversité, mais en effectifs limités (en particulier, baisse des populations de plusieurs espèces de hérons). Sept espèces de hérons y nichent, dont le héron pourpré, ainsi que le Milan noir (avec des effectifs importants), l'Aigle botté, le Petit gravelot, la Mouette mélanocéphale, la Sterne pierregarin et le Martin-pêcheur[20].

#### Zones naturelles d'intérêt écologique, faunistique et floristique

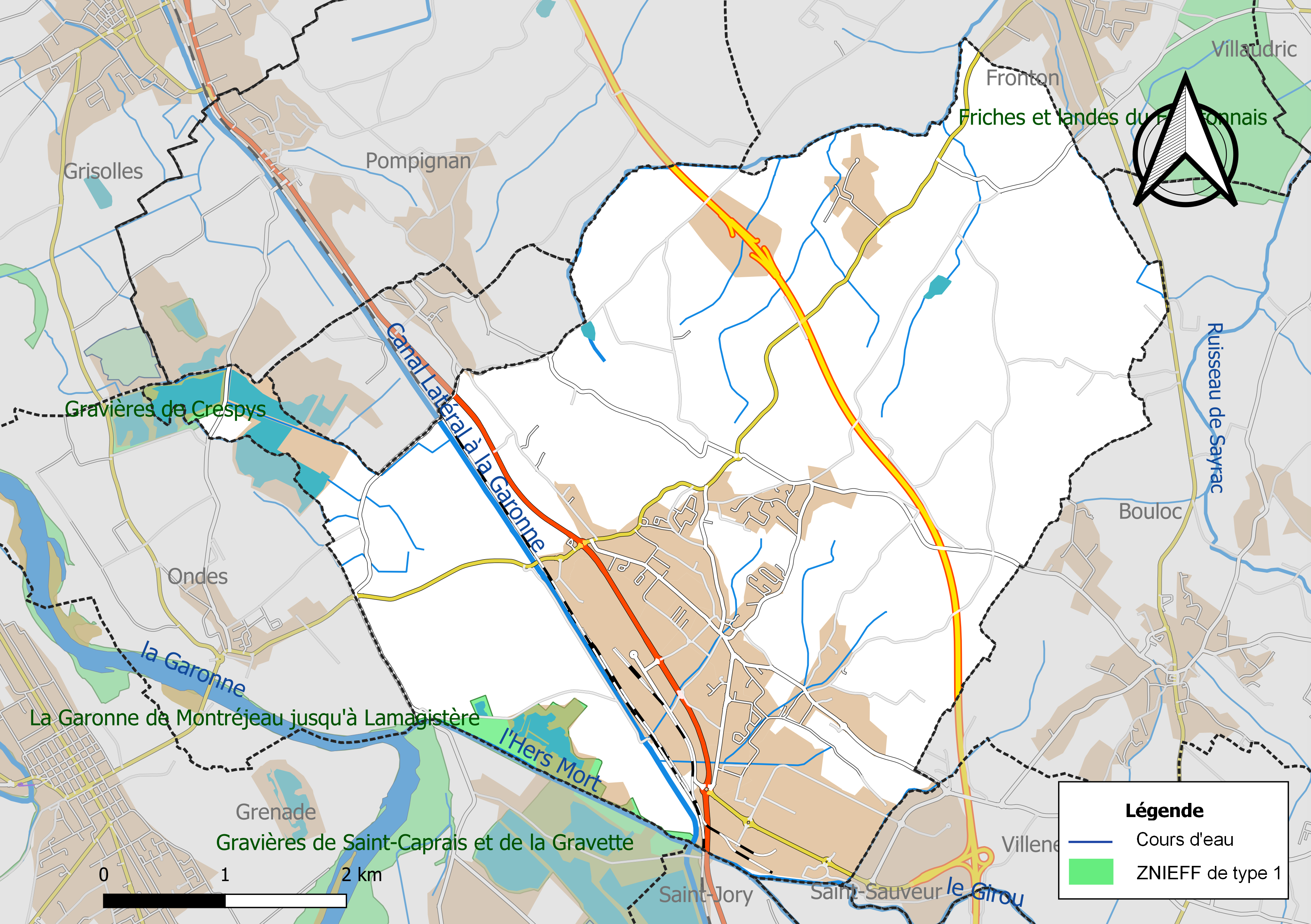
Carte des ZNIEFF de type 1 localisées sur la commune.

L’inventaire des zones naturelles d'intérêt écologique, faunistique et floristique (ZNIEFF) a pour objectif de réaliser une couverture des zones les plus intéressantes sur le plan écologique, essentiellement dans la perspective d’améliorer la connaissance du patrimoine naturel national et de fournir aux différents décideurs un outil d’aide à la prise en compte de l’environnement dans l’aménagement du territoire.
Trois ZNIEFF de type 1 sont recensées sur la commune :
- les « gravières de Crespys » (48 ha), couvrant 3 communes dont deux dans la Haute-Garonne et une dans le Tarn-et-Garonne[22] ;
- les « gravières de Saint-Caprais et de la Gravette » (233 ha), couvrant 3 communes du département[23],
- « la Garonne de Montréjeau jusqu'à Lamagistère » (5 075 ha), couvrant 92 communes dont 63 dans la Haute-Garonne, trois en Lot-et-Garonne et 26 en Tarn-et-Garonne[24] ;

et une ZNIEFF de type 2, : 
« la Garonne et milieux riverains, en aval de Montréjeau » (6 874 ha), couvrant 93 communes dont 64 dans la Haute-Garonne, trois en Lot-et-Garonne et 26 en Tarn-et-Garonne.

## Urbanisme

### Typologie
Au 1er janvier 2024, Castelnau-d'Estrétefonds est catégorisée bourg rural, selon la nouvelle grille communale de densité à sept niveaux définie par l'Insee en 2022.
Elle appartient à l'unité urbaine de Toulouse, une agglomération inter-départementale regroupant 81  communes, dont elle est une commune de la banlieue,,. Par ailleurs la commune fait partie de l'aire d'attraction de Toulouse, dont elle est une commune de la couronne,. Cette aire, qui regroupe 527 communes, est catégorisée dans les aires de 700 000 habitants ou plus (hors Paris),.

### Occupation des sols

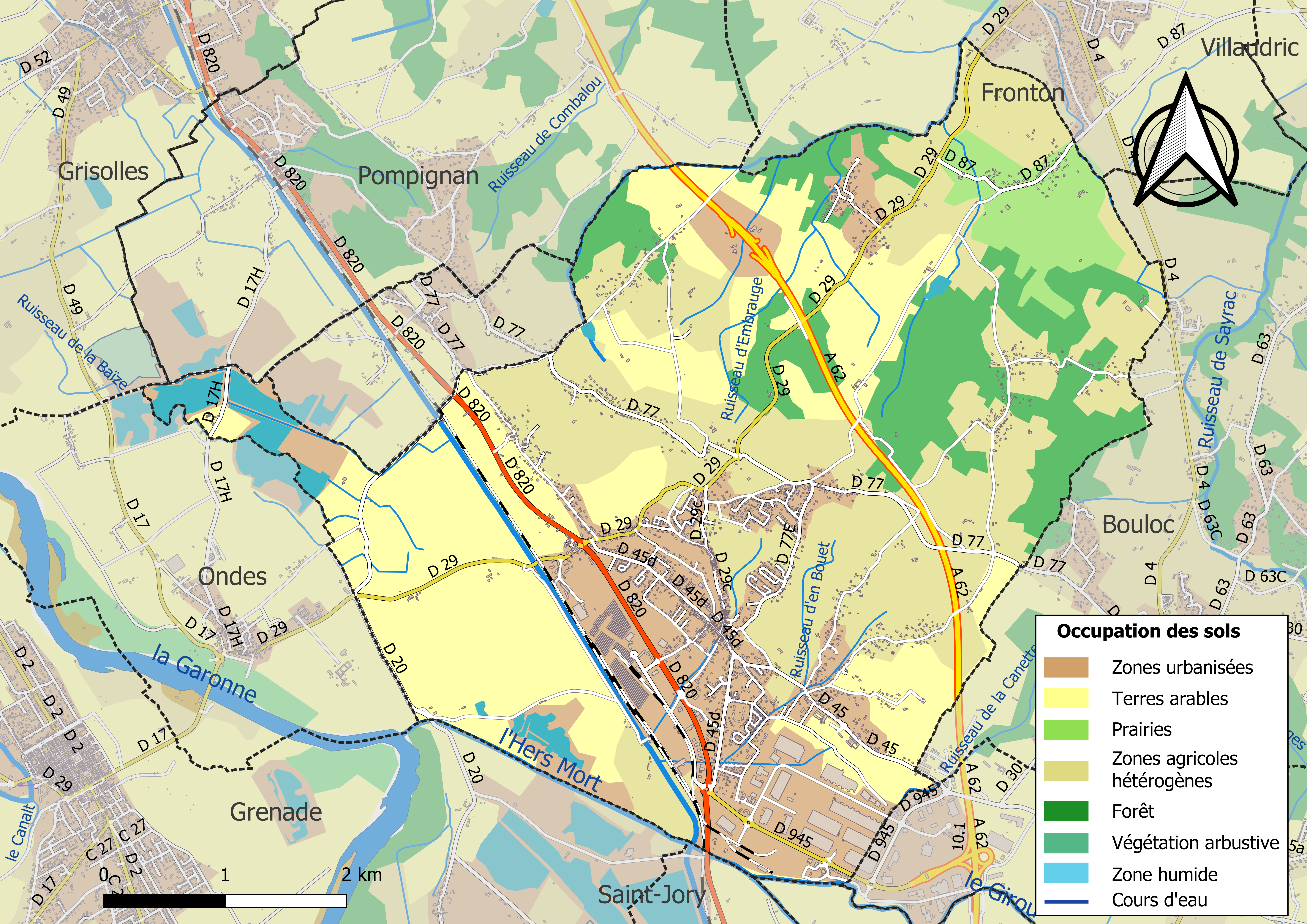
Carte des infrastructures et de l'occupation des sols de la commune en 2018 (CLC).

L'occupation des sols de la commune, telle qu'elle ressort de la base de données européenne d’occupation biophysique des sols Corine Land Cover (CLC), est marquée par l'importance des territoires agricoles (61,5 % en 2018), en diminution par rapport à 1990 (83,4 %). La répartition détaillée en 2018 est la suivante : 
zones agricoles hétérogènes (31 %), terres arables (19,2 %), forêts (13,5 %), zones industrielles ou commerciales et réseaux de communication (10,5 %), zones urbanisées (10,2 %), cultures permanentes (7,8 %), prairies (3,4 %), eaux continentales (2,9 %), mines, décharges et chantiers (1,4 %). L'évolution de l’occupation des sols de la commune et de ses infrastructures peut être observée sur les différentes représentations cartographiques du territoire : la carte de Cassini (XVIIIe siècle), la carte d'état-major (1820-1866) et les cartes ou photos aériennes de l'IGN pour la période actuelle (1950 à aujourd'hui).

### Morphologie urbaine
La majeure partie des espaces construits et urbanisés se situent au sud du territoire communal, avec à l'est la zone Eurocentre et au centre le centre-ville historique, qui s'étend de plus en plus. On compte également quelques hameaux au nord du territoire communal.

### Logement
En 2014, le nombre total de logements dans la commune était de 2 660, alors qu'il était de 2 350 en 2009.
Parmi ces logements, 90,3 % étaient des résidences principales, 1,5 % des résidences secondaires et 8,2 % des logements vacants. Ces logements étaient pour 72 % d'entre eux des maisons individuelles et pour 27,8 % des appartements.
La proportion des résidences principales, propriétés de leurs occupants était de 59,6 %, en hausse par rapport à 2009 (56,3 %). La commune compte 116 logements HLM, en légère hausse par rapport à 2009 (107).

### Voies de communication et transports

#### Voies de communication
La commune est traversée par l'autoroute A62, qui relie Bordeaux à Toulouse, et qui est accessible par la  10.1 - Eurocentre, située juste à côté du centre-ville.
Castelnau est également traversée par la route départementale 820 (ex-route nationale 20), qui relie l'autoroute A20 à Montbartier (Tarn-et-Garonne) à l'Avenue des Etats-Unis à Toulouse. On compte également la route départementale 945, qui traverse Eurocentre, la route départementale 45, qui va vers Garidech, la route départementale 29 qui va vers Laréole ou Villemur-sur-Tarn et la route départementale 77 qui va vers Saint-Rustice.
Enfin, le canal de Garonne traverse la commune parallèlement à la voie ferrée. Il y a deux écluses : la n°7 "L'Hers" précédée du pont-canal sur l'Hers, et la n°8 "Castelnau". La n°9 "Emballens, est à cheval sur les deux communes de Castelnau d'Estrétefonts et de Pompignan qui est en Tarn-et-Garonne. Cette écluse se trouve donc à cheval sur deux départements.

#### Transports
La commune compte une gare ferroviaire, la gare de Castelnau-d'Estrétefonds, située sur la ligne de Bordeaux à Sète, et desservie par des TER Occitanie effectuant des missions entre les gares de Toulouse-Matabiau, Montauban-Ville-Bourbon, Agen et Brive-la-Gaillarde.
La ligne express Hop!302 du réseau Arc-en-Ciel relie le centre de la commune et Eurocentre à la station Borderouge du métro de Toulouse, la ligne 326 relie la gare de la commune à des villages du secteur de Cadours, la ligne 377 relie le centre de la commune à la gare routière de Toulouse depuis Grisolles, et la ligne 848 du réseau liO relie le centre de la commune à la gare routière de Toulouse et à Montauban.
L'aéroport le plus proche est l'aéroport de Toulouse-Blagnac, situé à une vingtaine de kilomètres.

### Risques naturels et technologiques
La commune est concernée par un risque d'inondations, du fait de la proximité de la Garonne.
Castelnau est également soumise à un risque de 1/5 (très faible) de séisme, et un risque moyen de retrait-gonflement des sols argileux et aussi un risque de mouvement de terrain approuvé.
On compte également des canalisations de gaz naturel passant par la commune, ainsi que 9 installations industrielles non Seveso, une carrière et un ancien site industriel.

## Toponymie
Castelnau-d'Estrétefonds provient de l'occitan Castel Nau d'Estretas Fonts, d'autres diront du latin Castellum Novum Strictis Fontibus, que l'on traduit par Château neuf aux étroites fontaines. Le toponyme latin apparaît dans les Mémoires pour l'histoire naturelle de la province Languedoc, écrites par Jean Astruc et parues en 1737.

## Histoire

### De la Préhistoire auXesiècle
Castelnau-d'Estrétefonds existe sous ce nom depuis le Xe siècle, mais l'endroit fut habité dès la préhistoire. En effet, de récentes[Ref] fouilles archéologiques ont permis de découvrir des pierres taillées avec une rare perfection.
Les premiers vestiges datent de l'ère romaine, la voie Tolosa (Toulouse) - Aeginum (Agen) passait à côté de Castelnau.
Castelnau entre dans l'Histoire à partir du Xe siècle avec les pèlerinages de Saint-Jacques de Compostelle. Des stations d'hébergement sont créées par les Hospitaliers, dont Fronton et le village de Saint-Martin qui devient Castelnau à l'arrivée des seigneurs féodaux.

### DuXIesiècleauXVIIesiècle
En l'an 1159, le comte de Toulouse apprend qu'Henri II Plantagenêt, roi d'Angleterre, veut lui faire la guerre. Le roi attaque le comte de Toulouse et prend la ville de Cahors, il attaque d'autres châteaux dont celui de Castelnau où il demeura. Ses troupes sont installées au pied du château où un grand champ est encore appelé aujourd'hui Camp del Rei. Le château fut détruit par son chancelier, Thomas Becket (Saint Thomas de Cantorbury) avant de le quitter.
À la fin du XIIe siècle, des documents mentionnent pour la première fois la famille de Castelnau. Aymeric de Castelnau se verra céder la propriété du village par le comte Raymond IV de Toulouse ; le village a désormais son propre seigneur.
Au XIVe siècle, Castelnau se distingue par l'existence d'un hôpital de garde renommé, c'est à cette même époque que le calvaire, classé monument historique de France, fait son apparition.
En 1500, la famille de Vabres devient la nouvelle famille détentrice de Castelnau.
En 1537, Michel de Vabres veut embellir le château, le château comptera 15 pièces avec cheminées, 2 salles d'apparat, 2 grandes salles superposées et un escalier à paliers.
C'est au XVIe siècle qu'une nouvelle église est érigée à côté du château, l'église Saint-Martin.
Les guerres de religion n'épargnent pas Castelnau ; le Roi Louis XIII séjourna au château en 1621 lors du siège de la ville de Montauban.

### DuXVIIIesièclejusqu'à nos jours

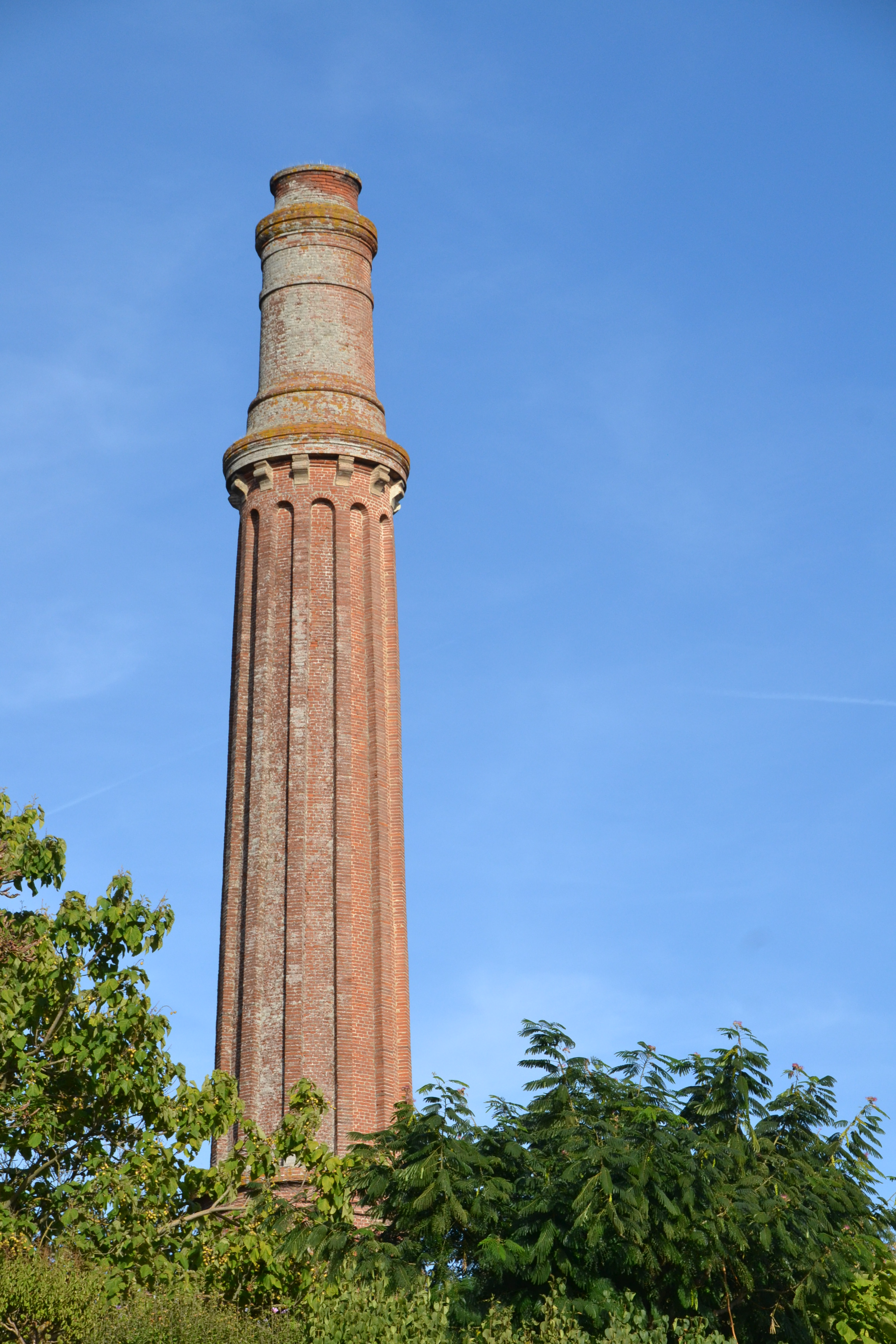
La cheminée de l'une des anciennes briqueteries.

Le 20 janvier 1790, Castelnau devient chef-lieu de canton avec Bouloc, Saint-Jory, Saint-Sauveur, Saint-Rustice, Fronton et Pompignan sous sa juridiction, son rôle comme centre politique grandit jusqu'en 1808 où Napoléon fit de Fronton le chef-lieu de canton (ce qui est toujours le cas aujourd'hui).
Le 3 août 1790, le maire Raynaud va à Toulouse pour adhérer à la Fédération.
Le 28 brumaire an III, les anciens presbytères sont mis à la disposition de la municipalité pour installer des écoles; au château sont installés la gendarmerie et le corps de garde, le château servira aussi de prison.
Depuis 700 ans, Castelnau n'avait vu aucun ennemi sur ses terres. En 1814, les Anglais, alliés aux Espagnols, envahissent la vallée de la Garonne, la 3e division stationnera à Castelnau ; aucun combat et aucune destruction ne sont à déplorer.
En 1844, une école de filles voit le jour, dirigée jusqu'en 1974 par les sœurs dominicaines. Peu d'enfants de Castelnau poursuivaient les études, beaucoup restaient pour la culture des terres agricoles.
Au XIXe siècle, Castelnau se spécialise dans la culture des artichauts, « Les artichaou de Castelnaou ».
En 1855, la construction des chemins de fer facilite le transport des produits agricoles et industriels.
En 1875, l'ère industrielle arrive à Castelnau avec la création des deux premières entreprises industrielles du village. Deux briqueteries y sont créées. L'une fermera ses portes en 1886 par manque de rentabilité, le seul vestige restant de cette industrie est la cheminée haute de 45 mètres. L'autre ferma ses portes lorsque sa mine de terre grasse fut épuisée.

## Politique et administration

### Tendances politiques et résultats
Castelnau-d'Estrétefonds semble être une commune avec une sensibilité de gauche, malgré une récente montée de l'extrême droite.
A titre d'exemple, lors de l'élection présidentielle de 2017, à Castelnau-d'Estrétefonds, au premier tour, c'est Emmanuel Macron qui l'avait emporté avec 24,36 % des voix, suivi de près par Marine Le Pen avec 23,91 % des voix et par Jean-Luc Mélenchon avec 20,86 % des voix. Au second tour, c'est Emmanuel Macron qui l'avait emporté avec près de 62 % des voix face à Marine Le Pen.
Cette tendance se confirme lors des scrutins locaux, y compris lors de l'élection municipale de 2014 où un maire divers gauche a été élu.

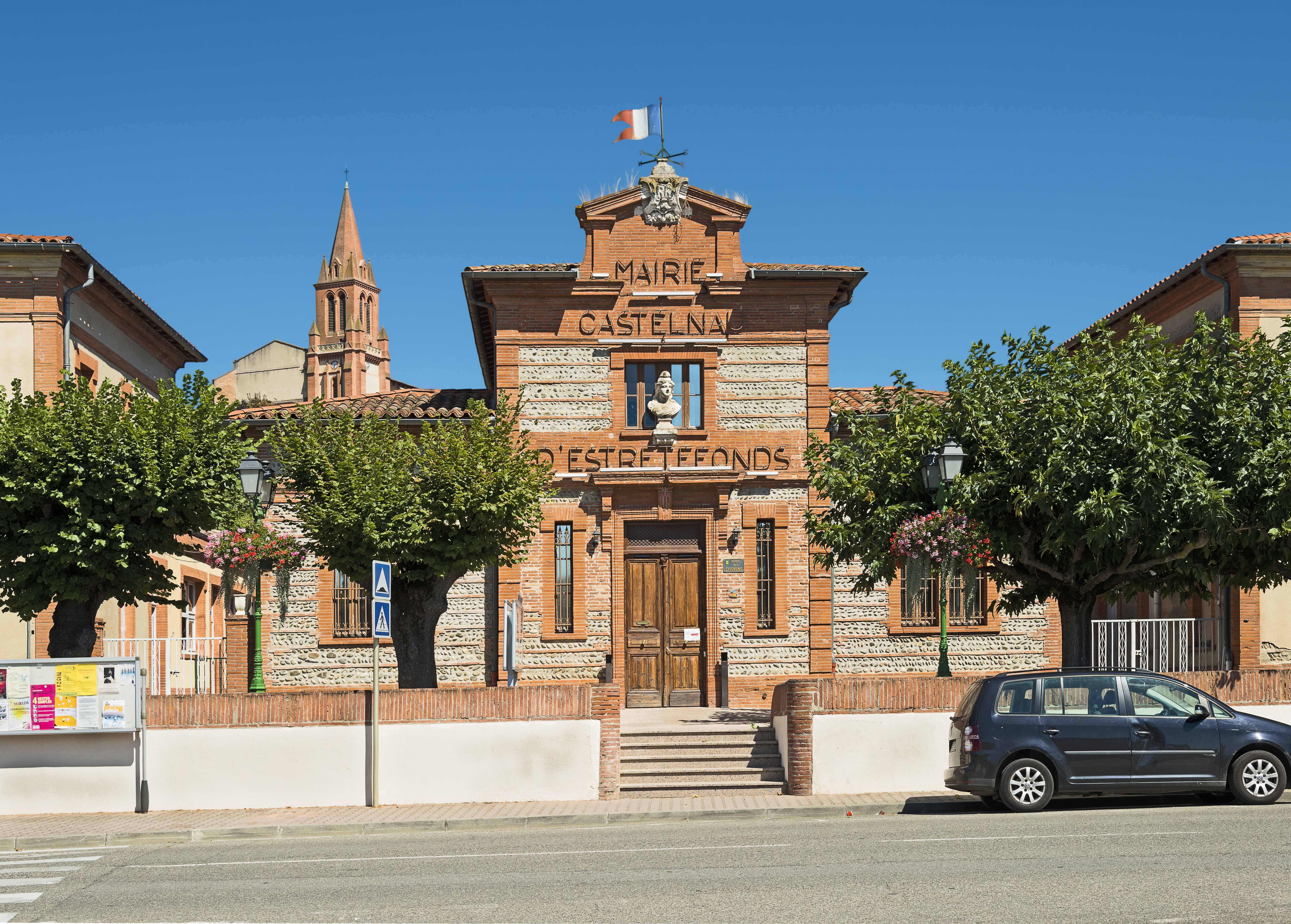
Mairie de Castelnau-d'Estrétefonds

### Administration municipale
Le nombre d'habitants au recensement de 2017 étant compris entre 5 000 habitants et 9 999 habitants, le nombre de membres du conseil municipal pour l'élection de 2020 est de vingt-neuf,.

### Rattachements administratifs et électoraux
Castelnau-d'Estrétefonds est située dans la région Occitanie, dans le département de la Haute-Garonne et l'arrondissement de Toulouse.
La commune fait partie du canton de Villemur-sur-Tarn, qui englobe 19 communes, dont Fronton, Bessières et Villemur-sur-Tarn entre autres. Avant le redécoupage départemental de 2014, la commune faisait partie de l'ex-canton de Fronton.
Castelnau fait également partie de la cinquième circonscription de la Haute-Garonne, qui englobe une partie du nord-est de la Haute-Garonne, avec les communes de Fronton, Villemur-sur-Tarn et Grenade jusqu'au nord de la banlieue toulousaine.
Enfin, la ville fait partie de la communauté de communes du Frontonnais, qui englobe 10 communes du nord de la Haute-Garonne, autour de Fronton. Elle compte, en 2015, 25 509 habitants.

### Politique de développement durable
La commune a engagé une politique de développement durable en lançant une démarche d'Agenda 21 en 2009.
La collecte et le traitement des déchets des ménages et des déchets assimilés ainsi que la protection et la mise en valeur de l'environnement se font dans le cadre de la communauté de communes du Frontonnais.

## Population et société

### Démographie
L'évolution du nombre d'habitants est connue à travers les recensements de la population effectués dans la commune depuis 1793. Pour les communes de moins de 10 000 habitants, une enquête de recensement portant sur toute la population est réalisée tous les cinq ans, les populations de référence des années intermédiaires étant quant à elles estimées par interpolation ou extrapolation. Pour la commune, le premier recensement exhaustif entrant dans le cadre du nouveau dispositif a été réalisé en 2005.

En 2022, la commune comptait 6 915 habitants, en évolution de +11,07 % par rapport à 2016 (Haute-Garonne : +8,02 %, France hors Mayotte : +2,11 %).
| 1793  | 1800  | 1806  | 1821  | 1831  | 1836  | 1841  | 1846  | 1851  |
| ----- | ----- | ----- | ----- | ----- | ----- | ----- | ----- | ----- |
| 1 404 | 1 546 | 1 532 | 1 704 | 1 825 | 1 318 | 1 816 | 1 841 | 1 710 |

| 1856  | 1861  | 1866  | 1872  | 1876  | 1881  | 1886  | 1891  | 1896  |
| ----- | ----- | ----- | ----- | ----- | ----- | ----- | ----- | ----- |
| 1 752 | 1 767 | 1 717 | 1 710 | 1 729 | 1 618 | 1 596 | 1 563 | 1 444 |

| 1901  | 1906  | 1911  | 1921  | 1926  | 1931  | 1936  | 1946  | 1954  |
| ----- | ----- | ----- | ----- | ----- | ----- | ----- | ----- | ----- |
| 1 409 | 1 351 | 1 246 | 1 097 | 1 135 | 1 115 | 1 107 | 1 094 | 1 231 |

| 1962  | 1968  | 1975  | 1982  | 1990  | 1999  | 2005  | 2006  | 2010  |
| ----- | ----- | ----- | ----- | ----- | ----- | ----- | ----- | ----- |
| 1 240 | 1 432 | 1 570 | 1 853 | 2 518 | 2 812 | 3 790 | 4 560 | 5 600 |

| 2015  | 2020  | 2022  | - | - | - | - | - | - |
| ----- | ----- | ----- | - | - | - | - | - | - |
| 6 145 | 6 689 | 6 915 | - | - | - | - | - | - |

| selon la population municipale des années : | 1968 | 1975 | 1982 | 1990 | 1999 | 2006 | 2009 | 2013 |
| Rang de la commune dans le département      | 48   | 57   | 64   | 53   | 58   | 42   | 36   | 33   |
| Nombre de communes du département           | 592  | 582  | 586  | 588  | 588  | 588  | 589  | 589  |

### Enseignement
Castelnau-d'Estrétefonds fait partie de l'académie de Toulouse.
L'éducation est assurée sur la commune par l'école maternelle les Petites Fontaines, l'école élémentaire, le nouveau groupe scolaire Fondada (école bioclimatique, construite en 2018) (maternelle et élémentaire) ainsi que par l'école privée Saint-Martin.
En 2020 la commune se dote d'une médiathèque et d'un nouveau groupe scolaire Fondada.
La commune fait partie du secteur du collège de Saint-Jory et du lycée Pierre Bourdieu de Fronton.

### Manifestations culturelles et festivités
Salle des fêtes, maison de la culture, maison des associations, maison des jeunes.
École de musique.

### Santé
La commune compte plusieurs médecins généralistes d'une pharmacie, d'une maison de retraite type EHPAD. Les hôpitaux les plus proches sont situés sur Toulouse et Montauban.

### Sports
Terrains de football, terrains de tennis, boulodrome, piste de skate, terrain multisport, terrain d'aéromodélisme, aviron

### Médias
La commune édite un bulletin d'informations deux fois par an.
Elle est couverte par le journal La Dépêche du Midi et par France 3 Occitanie.

### Cultes
La commune compte une église catholique, l'église Saint-Martin.

## Économie

### Revenus
En 2018  (données Insee publiées en septembre 2021), la commune compte 2 604 ménages fiscaux, regroupant 6 518 personnes. La médiane du revenu disponible par unité de consommation est de 23 730 € (23 140 € dans le département). 57 % des ménages fiscaux sont imposés (55,3 % dans le département).

### Revenus de la population et fiscalité
En 2014, le revenu fiscal médian par ménage était de 21 819 €. 61,9 % des foyers étaient alors imposables.

### Emploi
|                | 2008  | 2013  | 2018  |
| -------------- | ----- | ----- | ----- |
| Commune        | 7,6 % | 8 %   | 6,3 % |
| Département    | 7,7 % | 9,6 % | 9,3 % |
| France entière | 8,3 % | 10 %  | 10 %  |

En 2018, la population âgée de 15 à 64 ans s'élève à 4 288 personnes, parmi lesquelles on compte 82,8 % d'actifs (76,5 % ayant un emploi et 6,3 % de chômeurs) et 17,2 % d'inactifs,. Depuis 2008, le taux de chômage communal (au sens du recensement) des 15-64 ans est inférieur à celui de la France et du département.
La commune fait partie de la couronne de l'aire d'attraction de Toulouse, du fait qu'au moins 15 % des actifs travaillent dans le pôle,. Elle compte 3 754 emplois en 2018, contre 3 429 en 2013 et 2 379 en 2008. Le nombre d'actifs ayant un emploi résidant dans la commune est de 3 315, soit un indicateur de concentration d'emploi de 113,3 % et un taux d'activité parmi les 15 ans ou plus de 71,4 %.
Sur ces 3 315 actifs de 15 ans ou plus ayant un emploi, 611 travaillent dans la commune, soit 18 % des habitants. Pour se rendre au travail, 88,3 % des habitants utilisent un véhicule personnel ou de fonction à quatre roues, 5,5 % les transports en commun, 3 % s'y rendent en deux-roues, à vélo ou à pied et 3,2 % n'ont pas besoin de transport (travail au domicile).
En 2014, la population âgée de 15 à 64 ans s'élevait à 3 969 personnes, parmi lesquelles on comptait 82,4 % d'actifs dont 74,4 % ayant un emploi et 8 % de chômeurs.
On comptait 3 532 emplois dans la zone d'emploi, contre 2 734 en 2009. Le nombre d'actifs ayant un emploi résidant dans la zone d'emploi étant de 2 972, l'indicateur de concentration d'emploi est de 118,9 %, ce qui signifie que la zone d'emploi offre un peu plus d'un emploi pour un habitant actif.

### Activités hors agriculture

#### Secteurs d'activités
716 établissements sont implantés  à Castelnau-d'Estrétefonds au 31 décembre 2019. Le tableau ci-dessous en détaille le nombre par secteur d'activité et compare les ratios avec ceux du département,.
| Secteur d'activité                                                                                        | Commune | Commune | Département |
| Secteur d'activité                                                                                        | Nombre  | %       | %           |
| --- | ------- | ------- | ----------- |
| Ensemble                                                                                                  | 716     | 100 %   | (100 %)     |
| Industrie manufacturière, industries extractives et autres                                                | 40      | 5,6 %   | (5,7 %)     |
| Construction                                                                                              | 126     | 17,6 %  | (12 %)      |
| Commerce de gros et de détail, transports, hébergement et restauration                                    | 238     | 33,2 %  | (25,9 %)    |
| Information et communication                                                                              | 28      | 3,9 %   | (4,1 %)     |
| Activités financières et d'assurance                                                                      | 34      | 4,7 %   | (3,8 %)     |
| Activités immobilières                                                                                    | 17      | 2,4 %   | (4,2 %)     |
| Activités spécialisées, scientifiques et techniques et activités de services administratifs et de soutien | 107     | 14,9 %  | (19,8 %)    |
| Administration publique, enseignement, santé humaine et action sociale                                    | 83      | 11,6 %  | (16,6 %)    |
| Autres activités de services                                                                              | 43      | 6 %     | (7,9 %)     |

Le secteur du commerce de gros et de détail, des transports, de l'hébergement et de la restauration est prépondérant sur la commune puisqu'il représente 33,2 % du nombre total d'établissements de la commune (238 sur les 716 entreprises implantées  à Castelnau-d'Estrétefonds), contre 25,9 % au niveau départemental.

#### Entreprises et commerces
Les cinq entreprises ayant leur siège social sur le territoire communal qui génèrent le plus de chiffre d'affaires en 2020 sont : 
- I-Run, vente à distance sur catalogue spécialisé (58 587 k€) ;
- Blanc Transports Vehicules - BTV, transports routiers de fret de proximité (28 994 k€) ;
- Gfcas, commerce de gros (commerce interentreprises) de fruits et légumes (27 911 k€) ;
- Everblue France - Pma, commerce de gros (commerce interentreprises) d'appareils sanitaires et de produits de décoration (22 790 k€) ;
- Enviris France, activités des sociétés holding (18 624 k€).

Au 31 décembre 2015, Castelnau-d'Estrétefonds comptait 3 025 établissements : 7 dans l’agriculture-sylviculture-pêche, 150 dans l'industrie, 101 dans la construction, 2 527 dans le commerce-transports-services divers et 240 étaient relatifs au secteur administratif.
En 2016, 65 entreprises ont été créées à Castelnau-d'Estrétefonds, dont 42 par des autoentrepreneurs.

### Eurocentre
Depuis 1995, Eurocentre, un pôle multimodal se développe à cheval sur les communes de Castelnau-d'Estrétefonds et de Villeneuve-lès-Bouloc. Il s'agit de l'un des premiers pôles multimodaux de France, si ce n'est d'Europe de l'Ouest.

### Agriculture
La commune est dans le Lauragais, une petite région agricole occupant le nord-est du département de la Haute-Garonne, dont les coteaux portent des grandes cultures en sec avec une dominante blé dur et tournesol. En 2020, l'orientation technico-économique de l'agriculture  sur la commune est la polyculture et/ou le polyélevage.
|               | 1988  | 2000  | 2010 | 2020 |
| ------------- | ----- | ----- | ---- | ---- |
| Exploitations | 86    | 47    | 24   | 23   |
| SAU (ha)      | 1 349 | 1 045 | 789  | 943  |

Le nombre d'exploitations agricoles en activité et ayant leur siège dans la commune est passé de 86 lors du recensement agricole de 1988  à 47 en 2000 puis à 24 en 2010 et enfin à 23 en 2020, soit une baisse de 73 % en 32 ans. Le même mouvement est observé à l'échelle du département qui a perdu pendant cette période 57 % de ses exploitations,. La surface agricole utilisée sur la commune a également diminué, passant de 1 349 ha en 1988 à 943 ha en 2020. Parallèlement la surface agricole utilisée moyenne par exploitation a augmenté, passant de 16 à 41 ha.
Viticulture : la commune fait partie du secteur de Fronton (AOC).

## Culture locale et patrimoine

### Lieux et monuments
- L'église Saint-Martin partiellement reconstruites par Gabriel Bréfeil inscrite au titre des monuments historiques en 2001[56]. Cette église a la particularité de posséder de nombreux éléments inscrits au titre des monuments historiques.

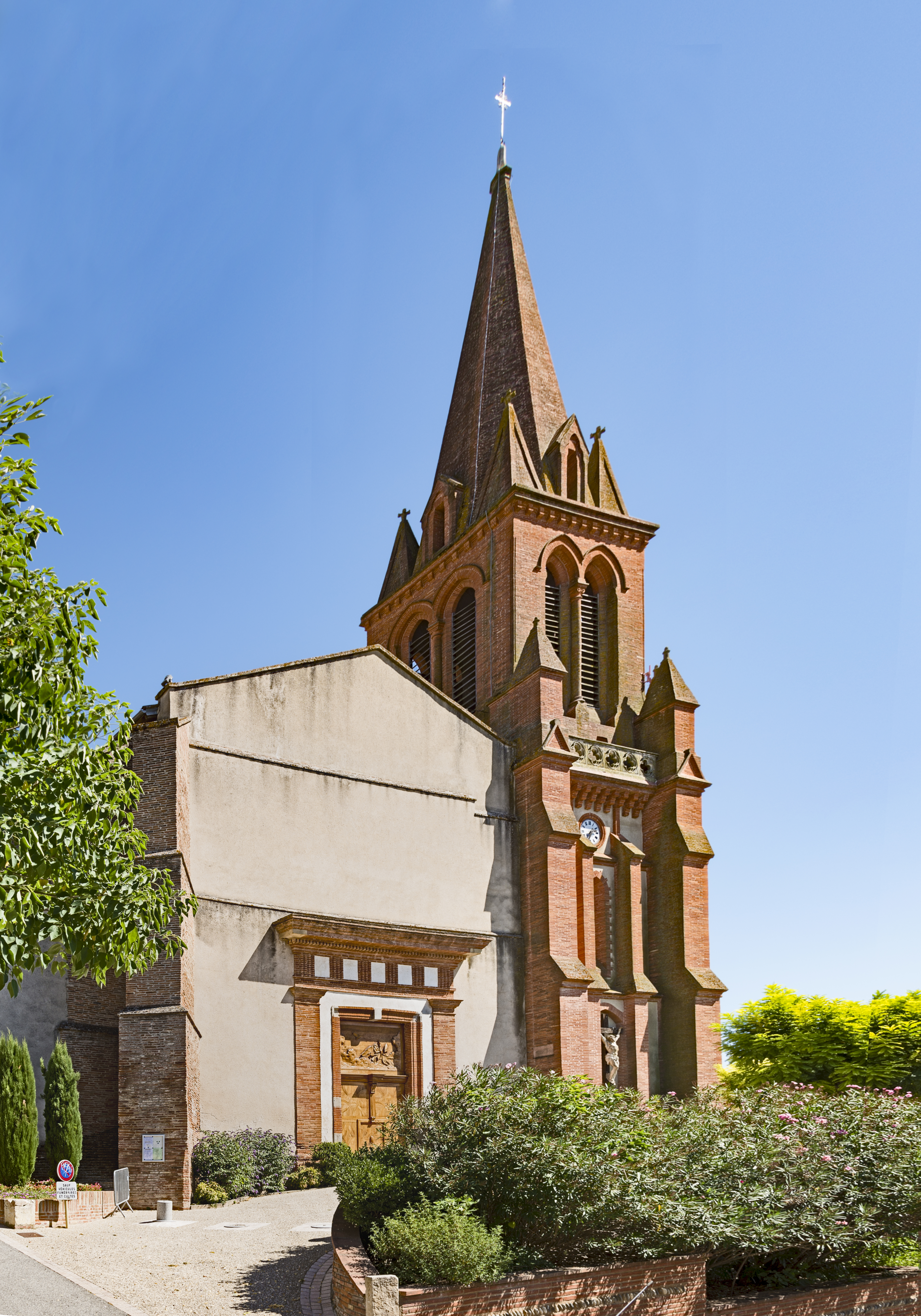
Église Saint-Martin
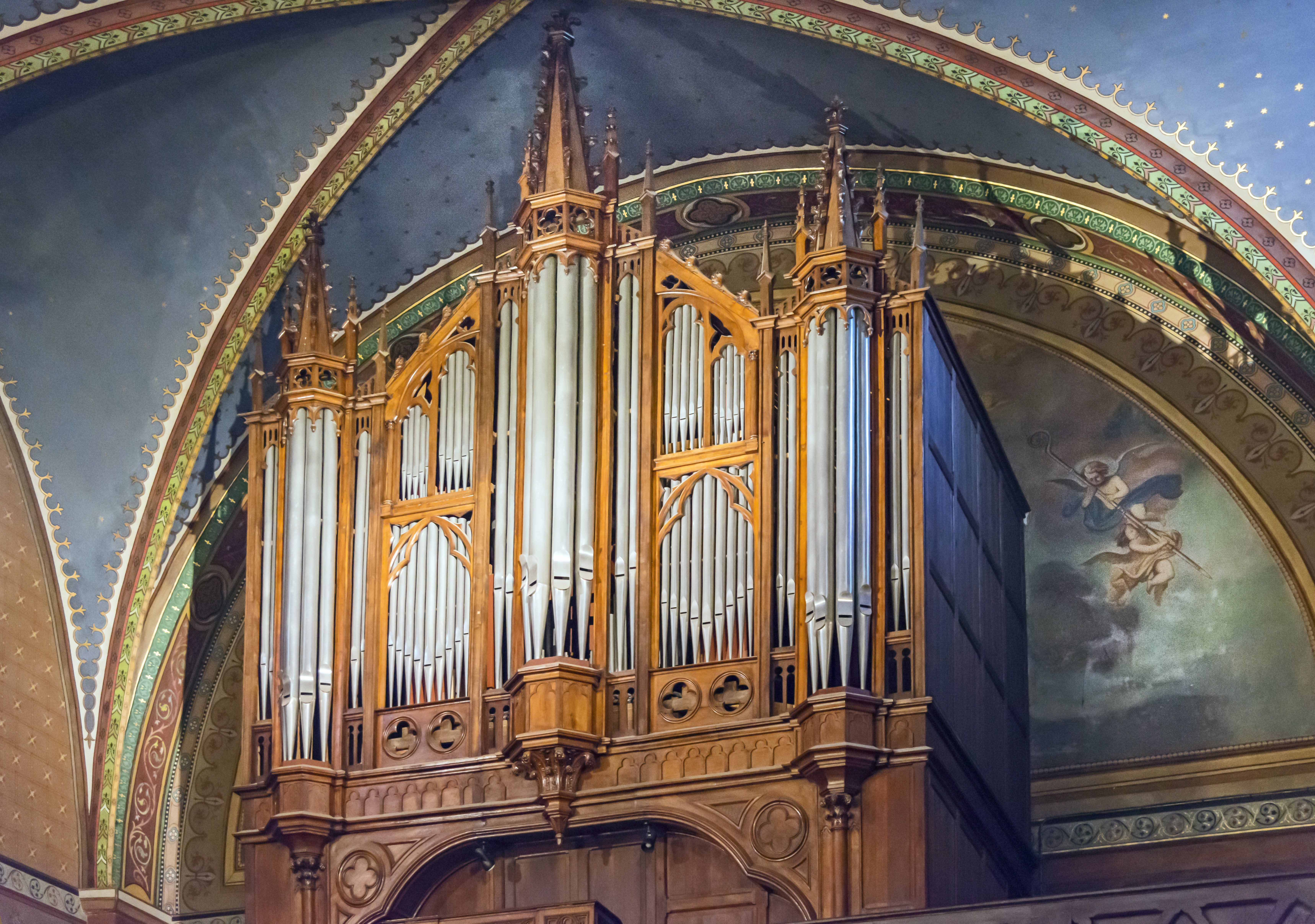
L'orgue de tribune
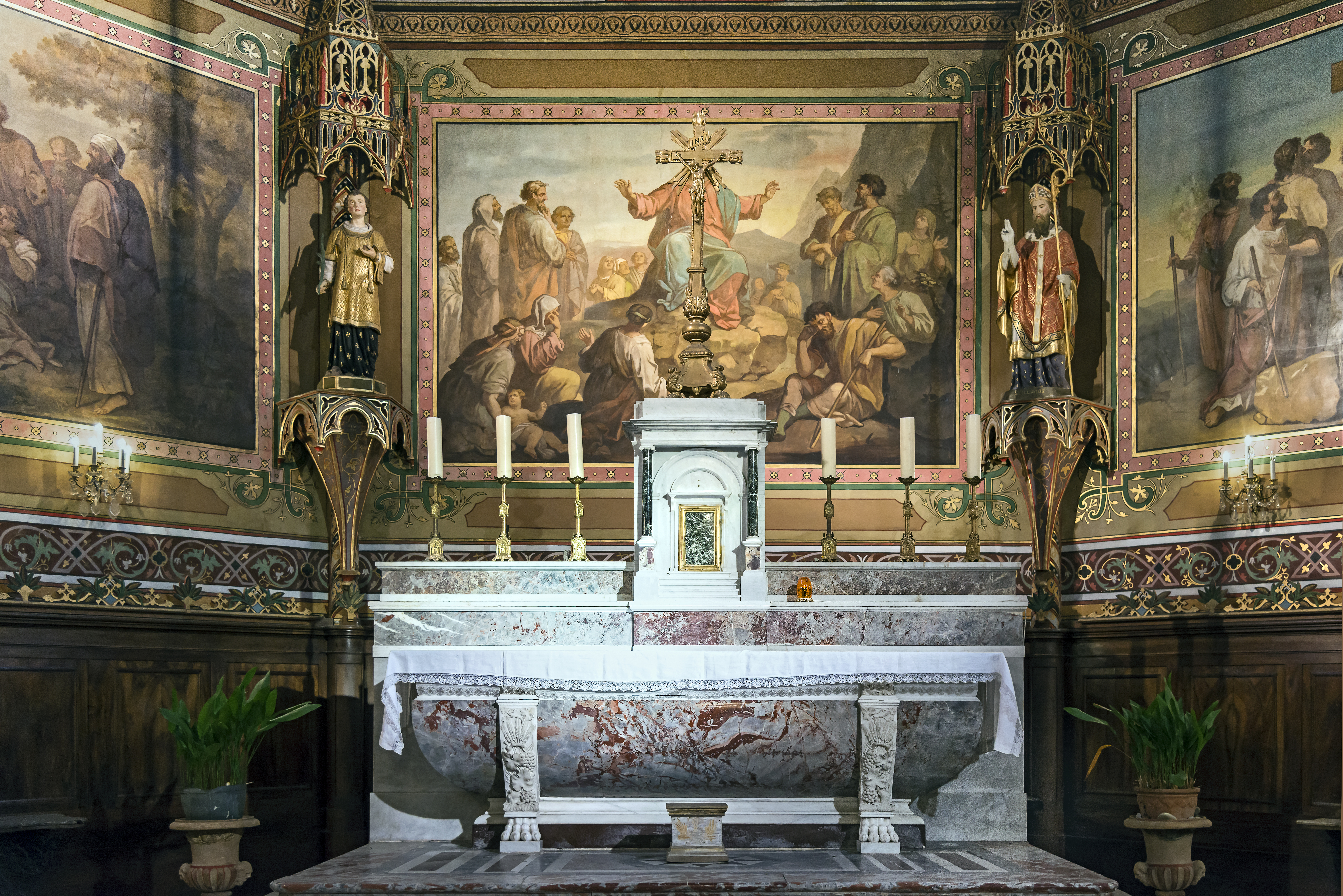
Le Maître-autel en marbre de 1848

- Le château qui accueille, entre autres, la communauté « Notre-Dame du Bon Accueil » fondée en 1963 (religieuses des « Petites Sœurs de Marie Mère du Rédempteur »)[57].
- Le Monument aux morts, œuvre du statuaire toulousain Étienne Camus, érigé et inauguré en 1923.
- Le calvaire du XVIIe siècle (monument historique).
- L'ancienne église de saint Martin avec son clocher-mur du XVIe siècle[58].
- Le Mausolée du Marquis de Cambolas. Construction néogothique, qui n'a jamais abrité la dépouille du marquis inhumé à Montauban. La commune en a fait un lieu de recueillement pour les soldats tombés durant la Première Guerre mondiale.

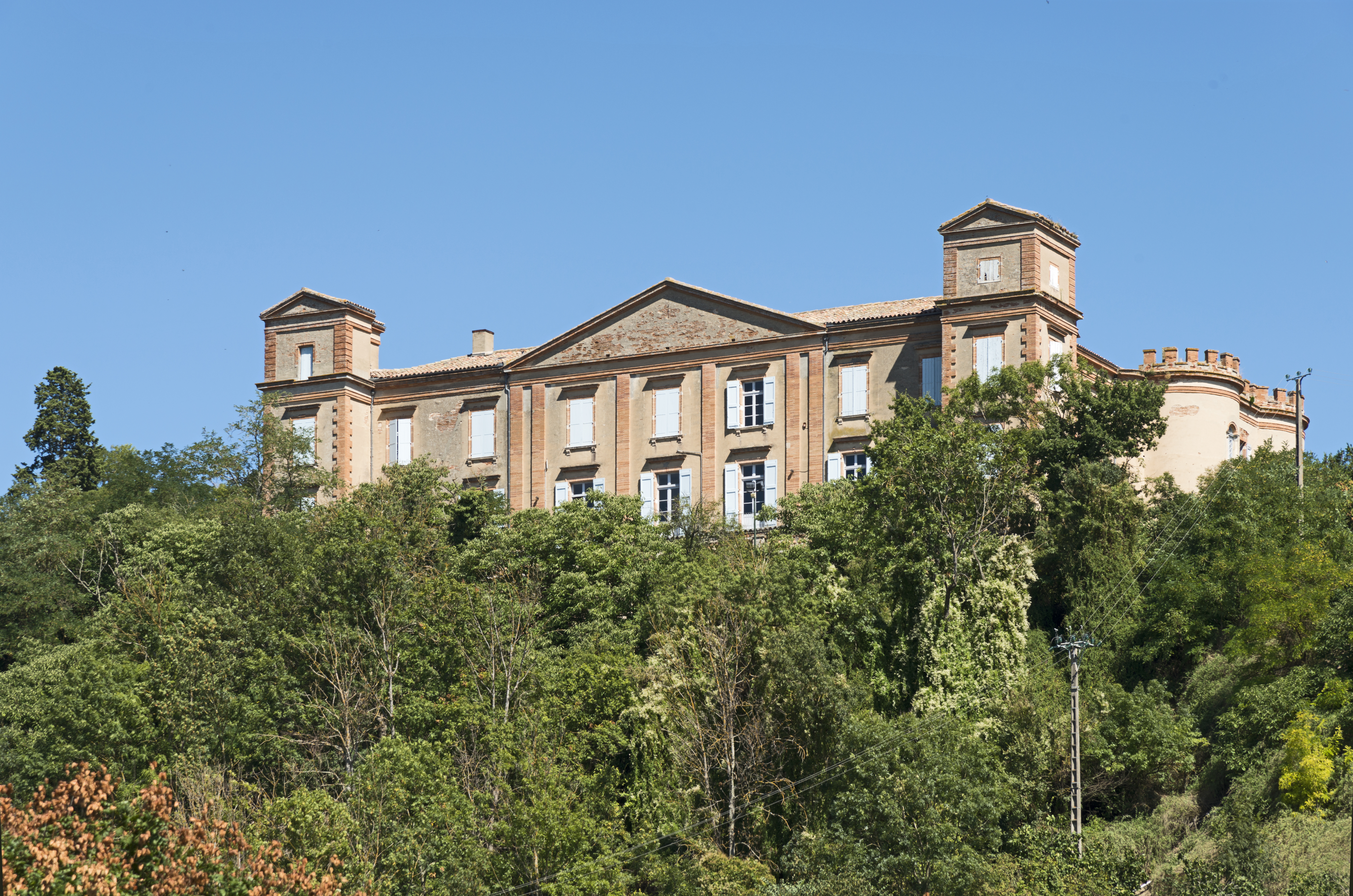
Le « château ».
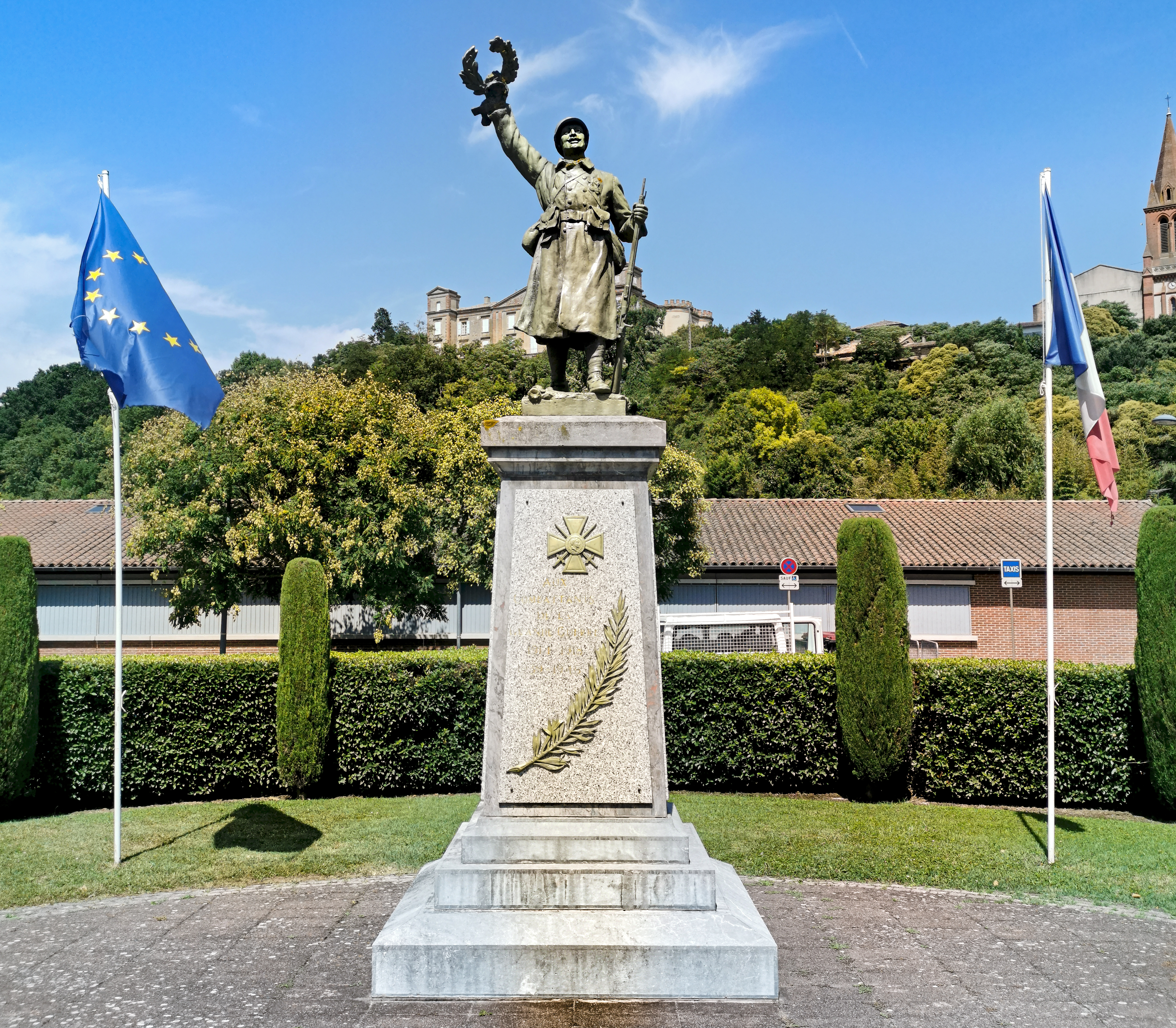
Le Monument aux morts
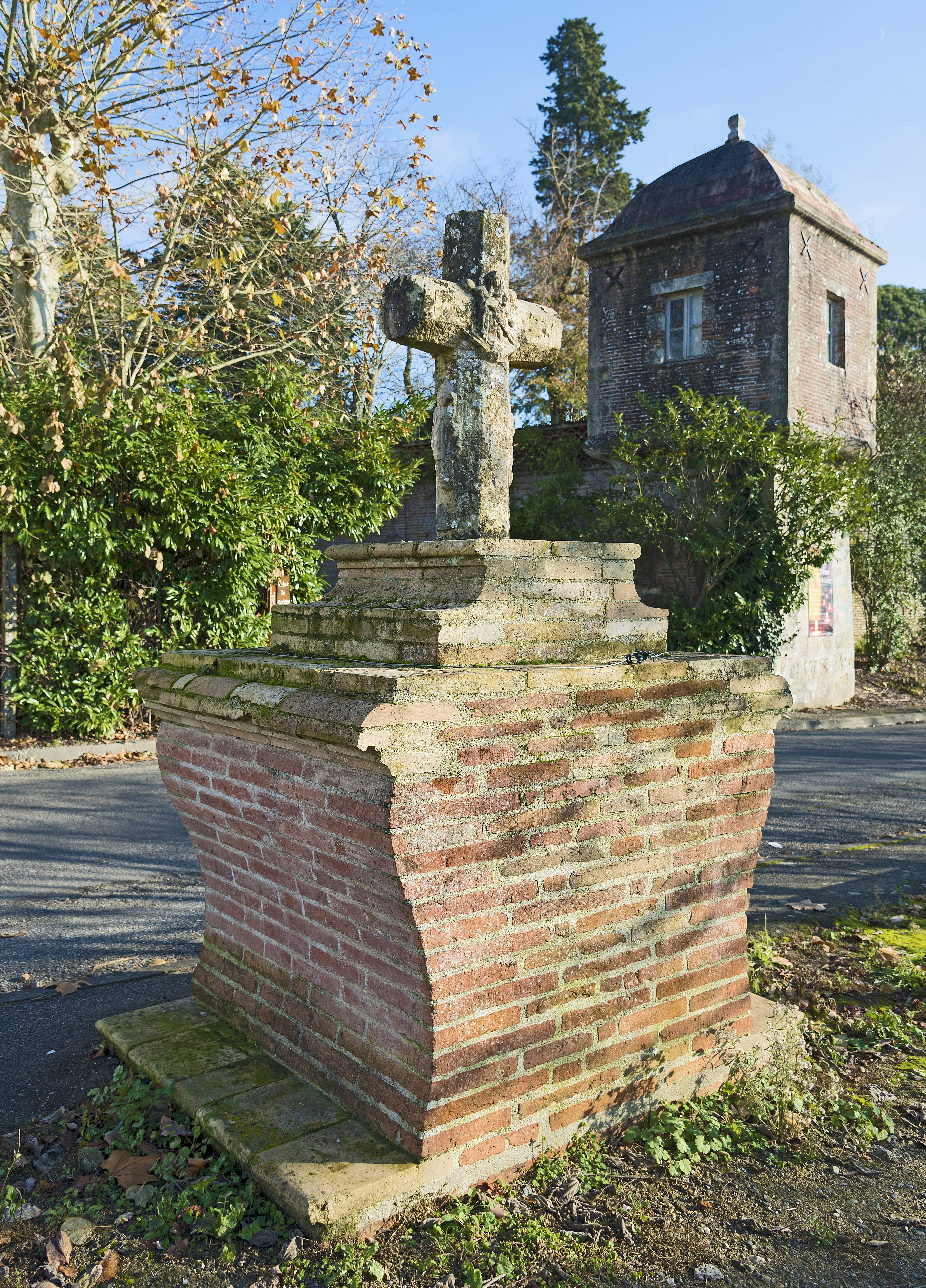
Le calvaire XVIIe siècle, classé.
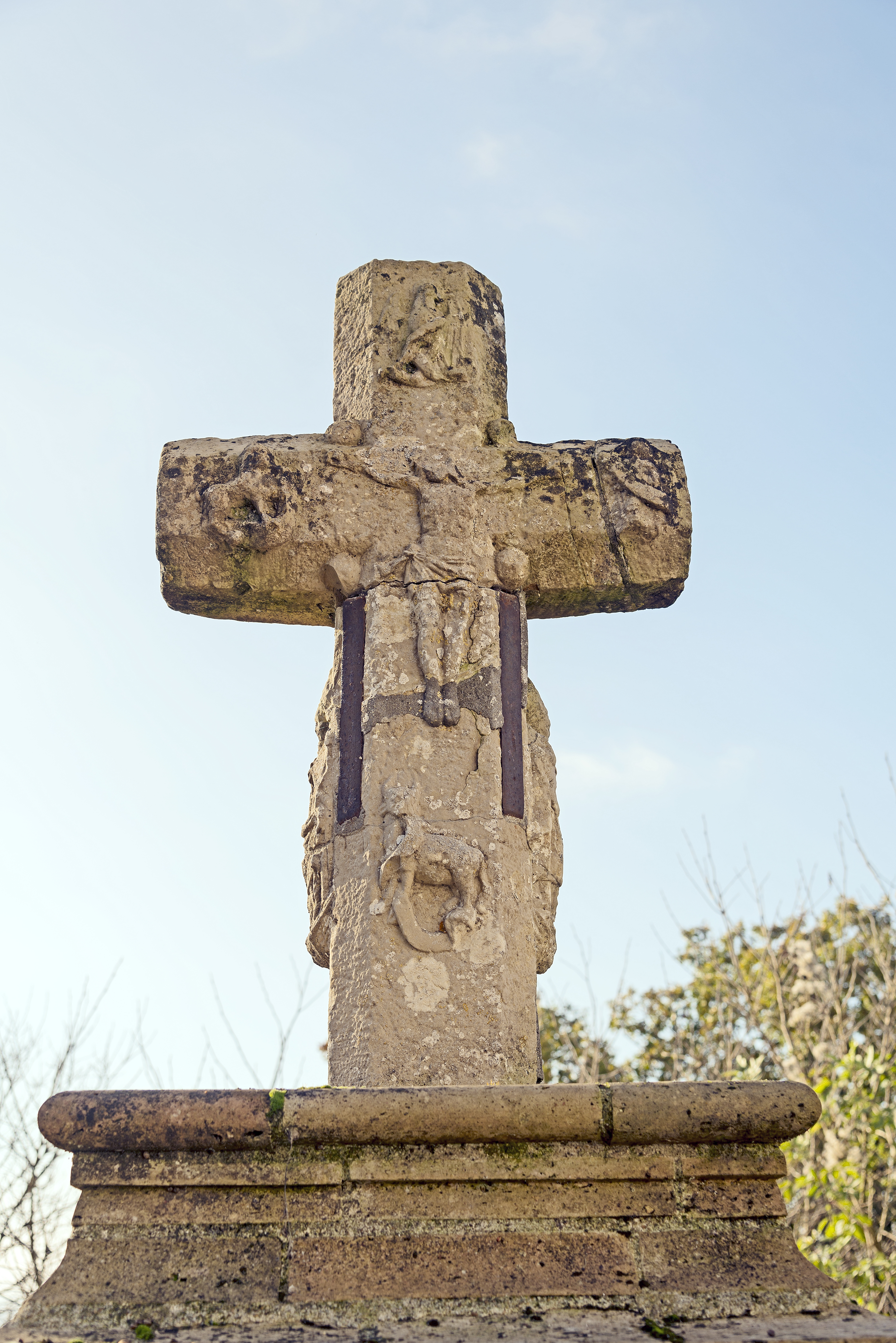
Face est de la croix.
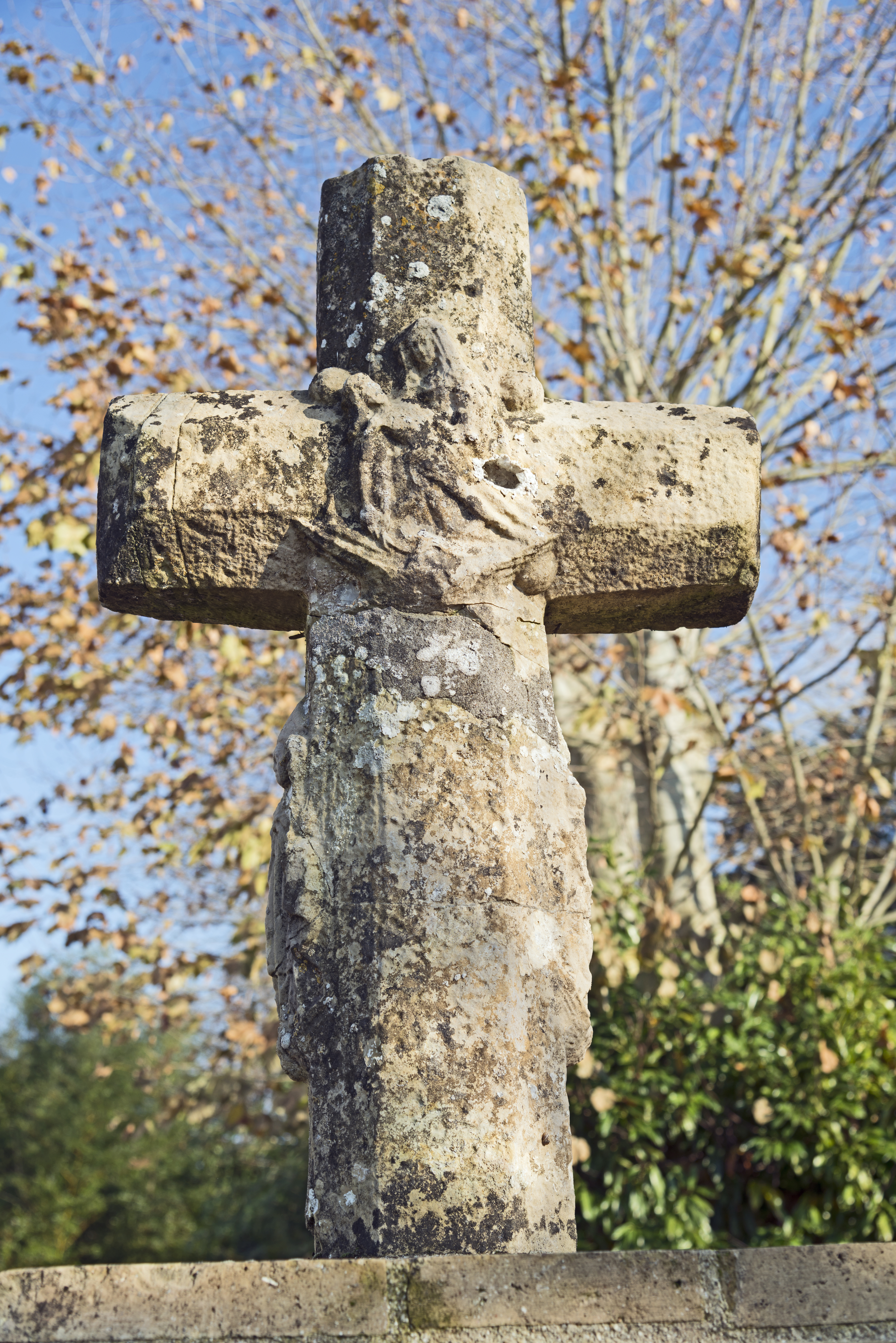
Face ouest de la croix.
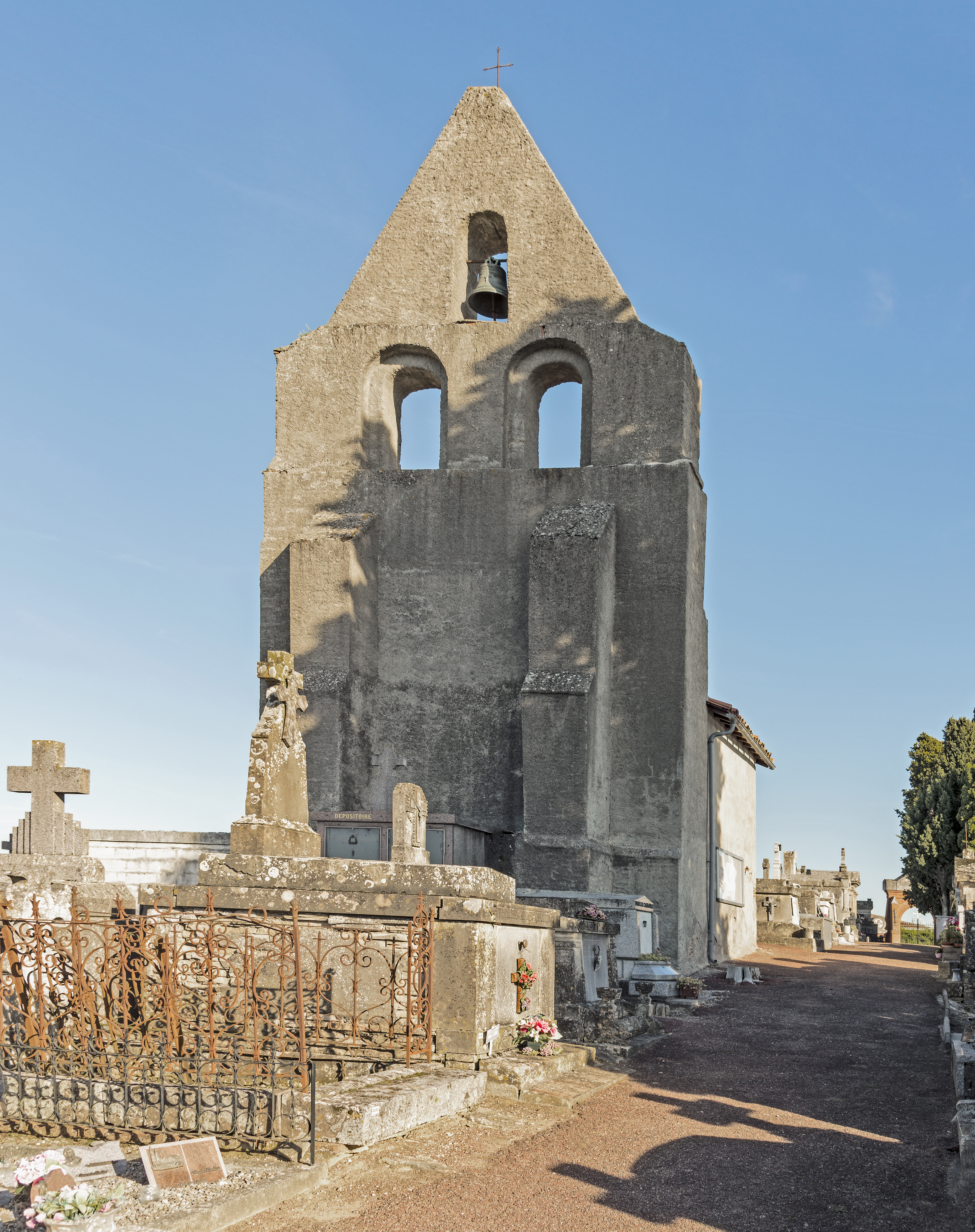
Ancienne église de saint Martin
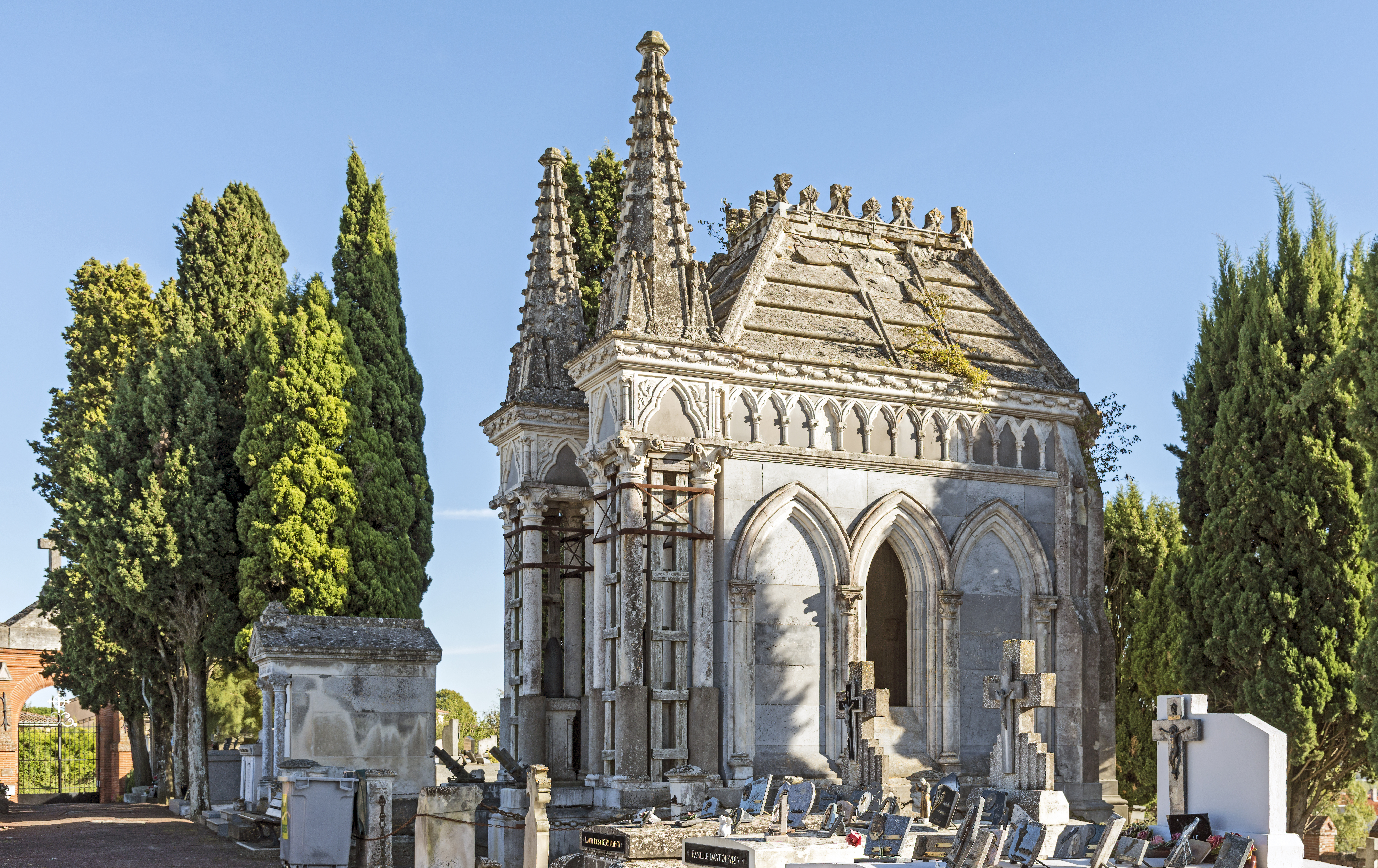
Mausolée du Marquis de Cambolas

- Écluses du canal latéral à la Garonne

### Patrimoine culturel
La commune ne compte pas d'installation culturelle, mais il y a des salles de spectacles et des musées à proximité directe.

### Patrimoine environnemental
Castelnau-d'Estrétefonds compte plusieurs zones à préserver, d'après la dernière version de son Plan Local d'Urbanisme (PLU).

### Personnalités liées à la commune

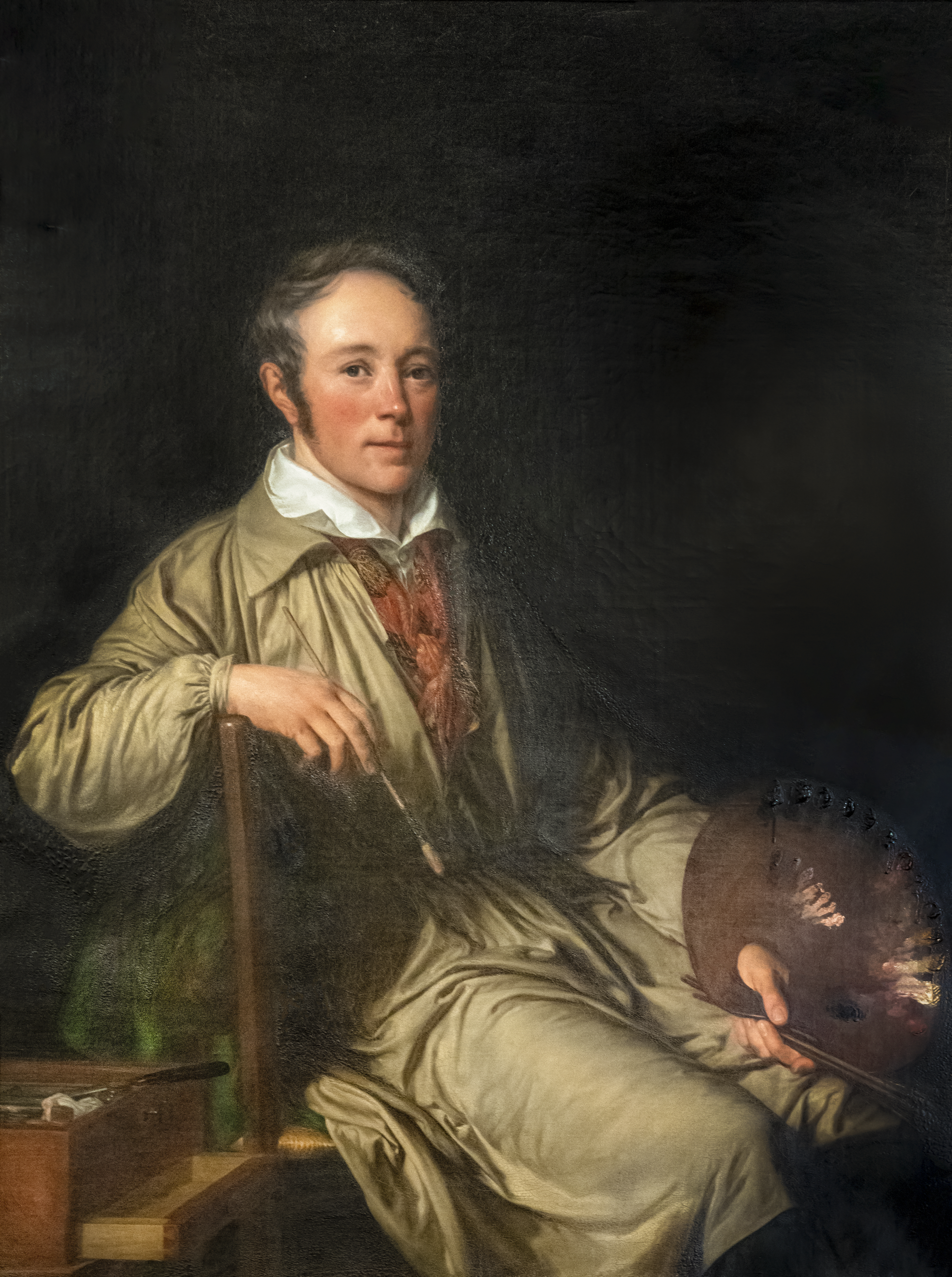
Philippe Peyrane autoportrait - Musée des Augustins de Toulouse

- Philippe Peyrane peintre baptisé à Castelnau-d'Estretefonds en 1780, élève de Jean Suau et de David. L'essentiel de sa carrière s'étant déroulé entre Paris et la Bourgogne. Le Musée des Augustins de Toulouse possède deux toiles de ce peintre dont un autoportrait.
- Eugène Rouart  homme politique français né le 22 août 1872 à Méré en Seine-et-Oise et mort le 6 juillet 1936 à Castelnau-d'Estretefonds.
- Georges Morand né le 23 janvier 1930 et mort le 28 janvier 2014 à Toulouse, est un essayiste et prêtre catholique français, exorciste officiel du diocèse de Paris jusqu'en 2013 date à laquelle il se retire à Castelnau-d'Estretefonds.

### Héraldique
| Castelnau-d'Estrétefonds | Son blasonnement est : De sinople aux deux fasces d'or. |

## Pour approfondir